# Jade (歌曲)
《Jade》是日本樂團X Japan原本預計於2011年3月15日發行的單曲，這首歌曲也是十三年來首張以CD形式發行的單曲。
2010年1月9日樂團於美國加州好萊塢拍攝了現場版的MV，並於2011年1月28日在日本拍攝單曲封面。
由於2011年3月11日的日本大地震X Japan決定延期單曲的上市。